# Ladjedelnica Amur
OJSC Ladjedelnica Amur (rusko Амурский судостроительный завод, Amurski Sudostroitelni Zavod, tudi "Ladjedelnica Leninskega Komsomola") je pomembna ladjedelnica na vzhodu Rusije v Komsomolsku na Amuru, ustanovljena leta 1932. Zaposluje 15.000 ljudi in proizvaja tako civilne, kot tudi vojne ladje, vključno z jedrskimi podmornicami.
V ladjedelnici je bilo zgrajenih okrog 97 podmornic (56 jedrskih in 41 dizel-električnih) in 36 vojnih ladij. Ladjedelnica je začela graditi jedrske podmornice leta 1957 in prva je bila zgrajena leta 1960. Podmornice, zgrajene v ladjedelnici vključujejo projekte 659, 675 in 667 ter razreda Ščuka in Ščuka-B.
Prej je bila v zasebni lasti, maja 2009 pa je bila prodana po nominalni ceni nekaj tisoč rubljev državni Združeni ladjedelniški korporaciji.